# Berliner Lokal-Anzeiger
Le Berliner Lokal-Anzeiger est un journal quotidien conservateur publié à Berlin entre 1883 et 1945, qui figure parmi les plus diffusés au niveau national à son époque.
Le journal est fondé en 1883 par le patron de presse August Scherl, qui possède également Die Woche, un hebdomadaire illustré. Il a son siège dans le « quartier des journaux » (Zeitungsviertel (de)) de Berlin, sur la Zimmerstraße.
Le parti nazi prend le contrôle du journal le 6 septembre 1944, en compensant le propriétaire Alfred Hugenberg à hauteur de 64,1 millions de Reichsmarks. Le journal est alors fusionné avec le Berliner Morgenpost, avant d'être interdit par le Conseil de contrôle allié à la fin de la Seconde Guerre mondiale.

## Histoire

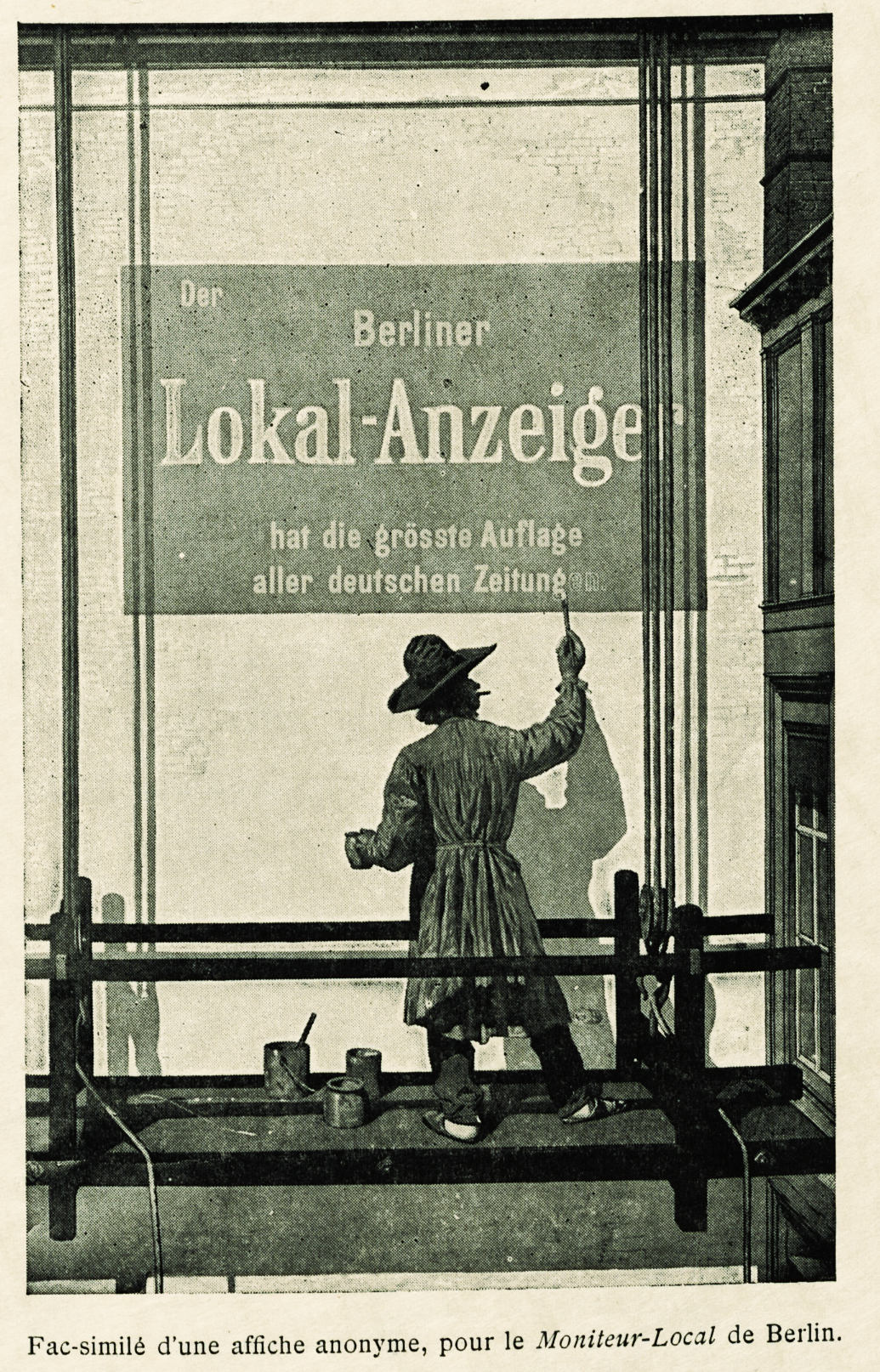
Affiche publicitaire de 1886 reproduite dans le livre Les Affiches étrangères illustrées, p. 23